# Rhomboptila tipaldii
Rhomboptila tipaldii là một loài bướm đêm trong họ Geometridae.